# Првенство Јужне Америке у фудбалу 1956.
Првенство Јужне Америке 1956.  је било двадесет четврто издање овог такмичења, сада познатог по имену Копа Америка. Првенство се играло у Уругвају од 21. јануара до 15. фебруара 1956. године. На првенству је учествовало шест екипа. Уругвај је освојио првенство девети пут у својој историји. Друго место припало је Чилеу, а треће Аргентини. Енрике Ормазабал, репрезентативац Чилеа, био је најбољи стрелац шампионата са четири постигнута гола.

## Учесници
На првенству Јужне Америке учествовало је шест репрезентација: домаћин Уругвај, Перу, Бразил, Чиле, Парагвај и Аргентина. Боливија, Еквадор и Колумбија су се повукли са турнира. Бергеров систем је примењен и шампион је био тим који је сакупио највише поена. 
1.  Чиле

2.  Аргентина

3.  Парагвај

4.  Уругвај

5.  Перу

6.  Бразил

## Град домаћин и стадион
Извештаји и подаци о капацитету стадиона варирају. На оно што се може ослонити је податак да се почело са капацитетом од 60.000 па 70.000 све са доградњом до 90.000.
| Монтевидео         | Монтевидео |
| ------------------ | ---------- |
| Стадион Сентенарио |            |
| Капацитет: 65.235  |            |
|                    |            |

## Табела
| Репрезентација | И | Д | Н | И | ДГ | ПГ | ГР | Бод. |
| -------------- | - | - | - | - | -- | -- | -- | ---- |
| Уругвај        | 5 | 4 | 1 | 0 | 9  | 3  | +6 | 9    |
| Чиле           | 5 | 3 | 0 | 2 | 11 | 8  | +3 | 6    |
| Аргентина      | 5 | 3 | 0 | 2 | 5  | 3  | +2 | 6    |
| Бразил         | 5 | 2 | 2 | 1 | 4  | 5  | −1 | 6    |
| Парагвај       | 5 | 0 | 2 | 3 | 3  | 8  | −5 | 2    |
| Перу           | 5 | 0 | 1 | 4 | 6  | 11 | −5 | 1    |

## Утакмице
| Уругвај                                  | 4–2 | Парагвај                 |
| ---------------------------------------- | --- | ------------------------ |
| Мигез 12’ · Ескалада 25’, 32’ · Роге 65’ |     | Ролон 81’ · А. Гомез 89’ |

| Аргентина              | 2–1 | Перу         |
| ---------------------- | --- | ------------ |
| Сивори 43’ · Ваиро 51’ |     | Р. Драго 56’ |

| Чиле                                          | 4–1 | Бразил      |
| --------------------------------------------- | --- | ----------- |
| Ормазабал 8’, 83’ · Мелендез 65’ · Санчез 71’ |     | Маурињо 38’ |

| Уругвај                        | 2–0 | Перу |
| ------------------------------ | --- | ---- |
| Ескалада 42’ · Оскар Мигез 73’ |     |      |

| Бразил | 0–0 | Парагвај |
| ------ | --- | -------- |
|        |     |          |

| Аргентина       | 2–0 | Чиле |
| --------------- | --- | ---- |
| Лабруна 9’, 79’ |     |      |

| Бразил                  | 2–1 | Перу      |
| ----------------------- | --- | --------- |
| Алваро 10’ · Зезињо 80’ |     | Драго 42’ |

| Аргентина    | 1–0 | Парагвај |
| ------------ | --- | -------- |
| Чеконато 54’ |     |          |

| Парагвај  | 1–1 | Перу        |
| --------- | --- | ----------- |
| Ролон 76’ |     | Андраде 61’ |

| Бразил      | 1–0 | Аргентина |
| ----------- | --- | --------- |
| Луизињо 88’ |     |           |

| Уругвај                | 2–1 | Чиле              |
| ---------------------- | --- | ----------------- |
| Мигез 12’ · Борхес 58’ |     | Рамирез Банда 59’ |

| Чиле                                                            | 4–3 | Перу                                      |
| --------------------------------------------------------------- | --- | ----------------------------------------- |
| Ормазабел 15’ · М. Муњоз 34’ · Х. Фернандез 70’ · Л. Санчез 86’ |     | Кастиљо 22’ · Москера 57’ · Г. Санчез 80’ |

| Уругвај | 0–0 | Бразил |
| ------- | --- | ------ |
|         |     |        |

| Чиле                              | 2–0 | Парагвај |
| --------------------------------- | --- | -------- |
| Ормазабал 41’ · Рамирез Банда 51’ |     |          |

| Уругвај     | 1–0 | Аргентина |
| ----------- | --- | --------- |
| Амброис 23’ |     |           |

## Листа стрелаца
На овом првенству укупно 26 стрелаца је постигло 38 голова, није био ни један аутогол
4 гола
- Ормазабал

3 гола
| - Ескалада | - Мигез |  |

2 гола
| - Лабруна - Рамирез Банда | - Л. Санчез - Ролон | - Р. Драго |

1 ол
| - Чеконато - Сивори - Ваиро - Алваро - Луизињо - Маурињо | - Зезињо - Х. Фернандез - Муњоз - Мелендез - А. Гомез - И. Андраде | - Кастиљо - Г. Санчез - Москера - Амброис - Боргес - Роке |